# ديفيد كولينز (مجدف)
ديفيد كولينز (بالإنجليزية: David Collins)‏ هو مجدف أمريكي، ولد في 12 أكتوبر 1969 في ثاوزند أوكس في الولايات المتحدة.

## وصلات خارجية
- ديفيد كولينز على موقع الاتحاد الدولي للتجديف (الإنجليزية)
- ديفيد كولينز على موقع اللجنة الأولمبية الدولية (الإنجليزية)
- ديفيد كولينز على موقع أوليمبيديا (الإنجليزية)